# Célestin Zongo
Célestin Zongo est un jeune lycéen kanak (peuple premier de la Nouvelle-Calédonie) de 19 ans mort assassiné par balle le 8 mai 1985 à Nouméa sur la place des Cocotiers lors d'une manifestation du Parti de libération kanak (Palika) et de l'Union syndicale des travailleurs kanaks et des exploités (USTKE), deux composantes du Front de libération nationale kanak et socialiste (FLNKS), contre l'installation d'une base militaire.

## Contexte
Entre 1984 et 1988, la Nouvelle-Calédonie a vécu dans un climat de quasi guerre civile, ce qui est généralement appelé dans les médias, par les historiens ou la population locale les « Événements ». Plusieurs manifestations et revendications donnent lieu à des affrontements violents contre les forces de l'ordre ou les forces politiques opposées, faisant de nombreuses victimes dans les deux camps à partir de la fin de l'année 1984. En 1985, le gouvernement français interdit les manifestations et instaure l'état d'urgence avec un couvre-feu. Les indépendantistes, majoritairement Kanaks et réunis au sein du FLNKS, étaient opposés aux anti-indépendantistes, principalement des Européens installés depuis plusieurs générations dans l'archipel (appelés « Caldoches ») ou descendants d'autres communautés (Wallisiens et Futuniens, Asiatiques...) mais aussi certains Kanaks (comme le sénateur et président de l'exécutif local Dick Ukeiwé), réunis au sein du Rassemblement pour la Calédonie dans la République (RPCR). Ces deux formations se dotent de véritables milices, les « Comités de lutte » indépendantistes contre les « Services d'ordre » anti-indépendantistes, et ne cessent de se durcir, chaque camp accusant l'État de partialité et de ne pas suffisamment les défendre face aux violences issues de l'autre parti.
Le mercredi 8 mai 1985, malgré une interdiction donnée par le Haut-commissariat (l'équivalent local de la préfecture) de toute manifestation et un retrait de la direction du FLNKS, plus de 300 militants indépendantistes manifestent à la place des Cocotiers à Nouméa contre l'installation d'une base militaire annoncée en janvier par le président François Mitterrand. Le rassemblement  se transforme en un affrontement violent entre militants du Palika, alors frange la plus radicale du FLNKS, et ceux du RPCR. Les affrontements vont faire 65 blessés, la plupart par des jets de pierre mais 10 par balles, parmi lesquels Célestin Zongo, jeune lycéen de 19 ans qui succombe à ses blessures dans la soirée du 8 mai,,,.

## Conséquences
À la suite de la mort de Zongo, le 13 mai 1985, près de trois mille personnes ont manifesté à Paris pour soutenir les indépendantistes et protester contre la mort de Célestin Zongo. Le parti Libération kanake socialiste (LKS), de la mouvance indépendantiste modérée, non membre du FLNKS, démissionne de l'Assemblée territoriale de Nouvelle-Calédonie où il avait six sièges.
Face à l'impasse de la situation, le gouvernement français nomme Edgard Pisani, jusque là Haut-commissaire et délégué du gouvernement en Nouvelle-Calédonie (équivalent d'un préfet), comme secrétaire d'État chargé de préparer un nouveau statut pour ce territoire aux côtés du Premier ministre Laurent Fabius. Le texte est voté le 23 août 1985 : il accorde plus d'autonomie à la Nouvelle-Calédonie, avec surtout la création de quatre régions (Nord, Centre, Sud et Îles) disposant chacune d'un conseil élu au suffrage universel à la proportionnelle de liste, la réunion de ces quatre conseils formant le Congrès du Territoire qui remplace l'Assemblée territoriale de Nouvelle-Calédonie. L'exécutif appartient de nouveau au Haut-commissaire toutefois secondé par un Conseil exécutif dirigé par le président du Congrès et composé des quatre présidents de Région. Il est créé également dans chaque région un conseil consultatif coutumier, dont la réunion forme le conseil coutumier territorial. L'Assemblée territoriale est donc dissoute neuf mois après son élection, et les premières « élections régionales » sont fixées pour le 29 septembre suivant.
Le FLNKS approuve ce nouveau statut, voué pour lui à être transitoire, et décide cette fois de participer aux élections. Le RPCR pour sa part ne cache pas son mécontentement, d'une part parce qu'aucune des propositions avancées dans son projet de statut fédéral de janvier 1985 n'est retenue, d'autre part parce que le nouveau découpage favorise grandement les indépendantistes, pourtant minoritaires sur l'ensemble du Territoire mais désormais sûrs d'être majoritaires, et de loin, dans deux des nouvelles régions (le Nord et les Îles), le Sud étant sûr de revenir aux anti-indépendantistes tandis que le scrutin dans le Centre est plus ouvert. Lors du débat sur la loi à l'Assemblée nationale le 20 août, Jacques Lafleur, chef de file du RPCR, déclare à la tribune : « Nos débats se trouvent entachés d'une véritable violation de la Constitution et je me demande quelle peut être la validité de nos délibérations. [...] Je savais que les gouvernements socialistes avaient pour habitude de ne pas respecter les lois qu'ils avaient eux-mêmes fait voter, concernant la Nouvelle-Calédonie, mais je n'osais pas imaginer que l'on irait, pour forcer une terre française à devenir étrangère, jusqu'à violer la Constitution elle-même » . Quoi qu'il en soit, le RPCR, une fois le statut voté, s'y résout par légalisme. Ayant rempli sa mission et la situation étant revenue à une certaine normalité, malgré le maintien de heurts fréquents, Edgard Pisani démissionne du gouvernement Fabius le 15 novembre pour n'être pas remplacé. L'opposition entre le RPCR et le FLNKS reprend une certaine normalité, au moins jusqu'aux élections législatives du 16 mars 1986.